# Kildibek kán

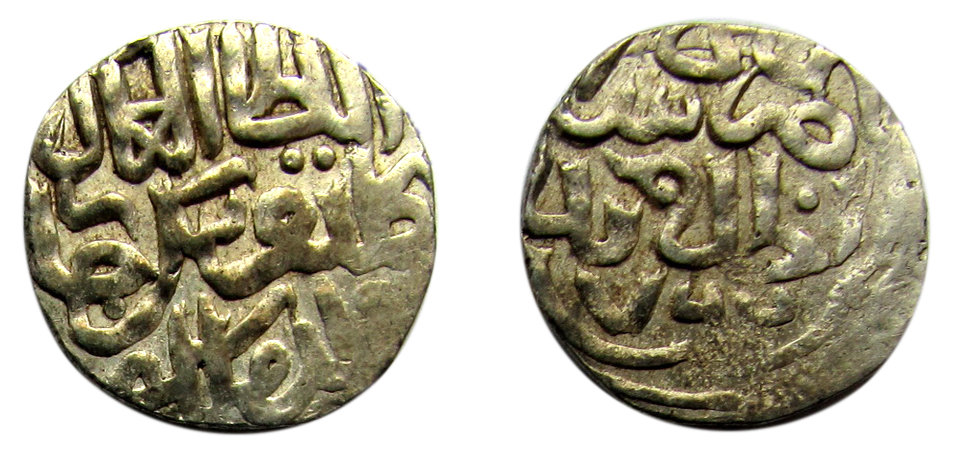
Kildibek Új-Szarajban vert pénze.

Kildibek (? – 1362) az Arany Horda kánja.
Kildibek saját állítása szerint I. Dzsanibég kán fia volt. Dzsanibégnek volt egy ilyen nevű unokája, aki azonban feltehetőleg áldozatául esett az 1357-es vérengzésnek, melynek során Berdibég, Dzsanibég fia leszámolt a potenciális trónkövetelőkkel.
Az Arany Horda ekkor a káosz, a szétesett kormányzat és polgárháború időszakában volt. Khidr kán 1361-es meggyilkolása után, annak öccse, Murád és fia, Temür Khavja küzdött a hatalomért. Az utóbbinak sikerült meghódítania a fővárost, Szarajt, ám keletről egy újabb trónkövetelő, Urdu Malik érkezett és elűzte Temürt.
Kildibek, mint Batu kán állítólagos leszármazottja, több emírt is a maga oldalára tudott állítani, köztük az egyik legbefolyásosabbat, Mamajt. 1361 októberében, mikor elég erősnek érezte magát, a fővárosba vonult, legyőzte és megölte Urdu Malikot és kánná kiáltotta ki magát. Az főurak támogatásával a Volga középső folyásától az Észak-Kaukázusig terjesztette ki hatalmát. Utasítására Mamaj elfogatta és kivégeztette a Volgán túlra menekült Temür Khavját.
Kildibek ezután, uralma megszilárdítása céljából tisztogatásokba kezdett az arisztokrácia soraiban. Korábbi vezíreket, beglerbégeket és kormányzókat végeztetett ki, amivel elidegenítette magától a támogatóit, akik inkább Murád felé fordultak. Murád 1362 szeptemberére gyűjtött össze annyi támogatót, hogy nyíltan felléphessen a kán ellen, akit egy véres csatában legyőzött. Kildibek maga is a csatatéren halt meg.

## Fordítás
Ez a szócikk részben vagy egészben  a(z)   Кильдибек című orosz Wikipédia-szócikk ezen változatának fordításán alapul.  Az eredeti cikk szerkesztőit annak laptörténete sorolja fel. Ez a jelzés csupán a megfogalmazás eredetét és a szerzői jogokat jelzi, nem szolgál a cikkben szereplő információk forrásmegjelöléseként.